# Liste der Biografien/Ek
Liste der Biografien |
Portal Biografien |
Personensuche
# |
A |
B |
C |
D |
E |
F |
G |
H |
I |
J |
K |
L |
M |
N |
O |
P |
Q |
R |
S |
T |
U |
V |
W |
X |
Y |
Z |
?
 
Ea |
Eb |
Ec |
Ed |
Ee |
Ef |
Eg |
Eh |
Ei |
Ej |
Ek |
El |
Em |
En |
Eo |
Ep |
Eq |
Er |
Es |
Et |
Eu |
Ev |
Ew |
Ex |
Ey |
Ez
Die Liste der Biografien führt alle Personen auf, die in der deutschsprachigen Wikipedia einen Artikel haben. Dieses ist eine Teilliste mit 360 Einträgen von Personen, deren Namen mit den Buchstaben „Ek“ beginnt.

## Ek
- Ek, Anders (1916–1979), schwedischer Theater- und Filmschauspieler
- Ek, Daniel (* 1983), schwedischer Manager und CEO des Musikstreamingdienstes SpotifyDaniel Ek (* 1983)

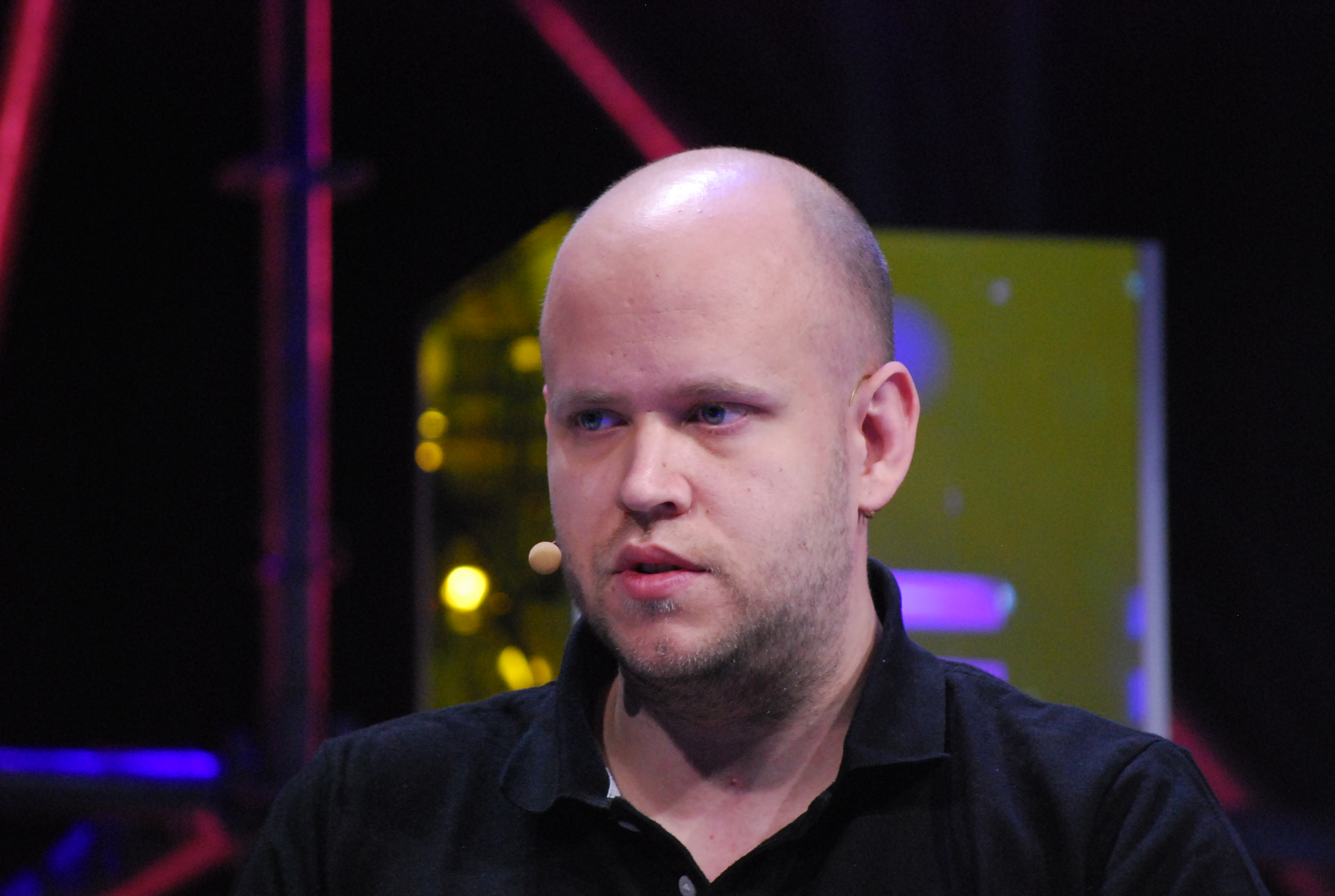
Daniel Ek (* 1983)

- Ek, Elin (* 1973), schwedische Skilangläuferin
- Ek, Lena (* 1958), schwedische Politikerin, Mitglied des Riksdag, MdEP
- Ek, Mats (* 1945), schwedischer Tänzer, Choreograf und Regisseur
- Ek, Michaela (* 1988), schwedische Handballspielerin
- Ek, Ralf (* 1967), deutscher und schwedischer Rechtsanwalt und Rechtswissenschaftler
- Ék, Sándor (1902–1975), ungarischer Grafiker
- Ek, Torbjörn (1949–2010), schwedischer Fußball- und Bandyspieler und -trainer

### Eka
- Eka Pratama, Rizky (* 1999), indonesischer Fußballspieler
- Ekagustdiman, Dody Satya (* 1961), indonesischer Kecapi-Spieler und Komponist
- Ekama, Cornelis (1773–1826), niederländischer Mathematiker, Physiker, Astronom und reformierter Theologe
- Ekambi, Nino (* 1982), kamerunischer Basketballspieler
- Ekambi, Paôliné (* 1962), französische Basketballspielerin
- Ekamparam, Prathip (* 2001), singapurischer Fußballspieler
- Ekandem, Dominic Ignatius (1917–1995), nigerianischer Geistlicher und Erzbischof von Abuja
- Ekandjo, Jerry (* 1947), namibischer Politiker und Minister
- Ekani Belinga, Joseph (* 1989), kamerunischer Gewichtheber
- Ekanit Panya (* 1999), thailändischer Fußballspieler
- Ekaphan Inthasen (* 1983), thailändischer Fußballspieler
- Ekapol Poolpipat, thailändischer Diplomat und Botschafter
- Ekardt, Felix (* 1972), deutscher Philosoph, Jurist und Soziologe
- Ekart, Tobias Philipp (1799–1877), deutscher Botaniker
- Ekås, Sverre (* 1950), norwegischer Radrennfahrer
- Ekathat, letzter Herrscher des Königreiches Ayutthaya in Siam
- Ekathotsarot († 1610), König von Ayutthaya in Thailand
- Ekau, Werner, deutscher Biologe und Ökologe
- Ekawati, Eki Febri (* 1992), indonesische Kugelstoßerin

### Ekb
- Ekbaum, Salme (1912–1995), estnische Schriftstellerin und Lyrikerin
- Ekberg, Alf (* 1928), deutscher Schlagersänger
- Ekberg, Andreas (* 1985), schwedischer FIFA-Schiedsrichter
- Ekberg, Anita (1931–2015), schwedische SchauspielerinAnita Ekberg (1931–2015)

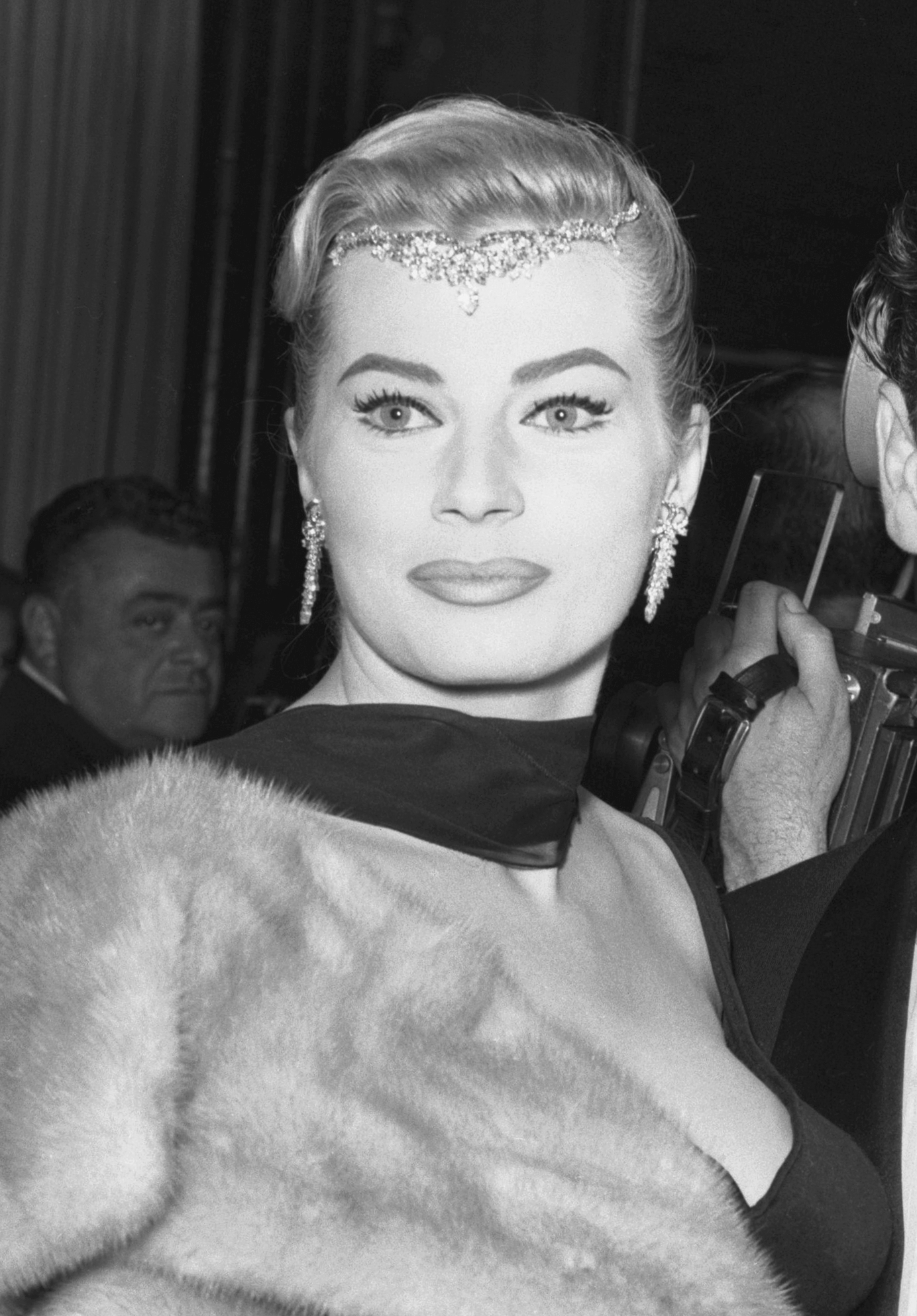
Anita Ekberg (1931–2015)

- Ekberg, Gustaf (1890–1963), schwedischer Fußballspieler und Fußballschiedsrichter
- Ekberg, Niclas (* 1988), schwedischer Handballspieler
- Ekberg, Peter (* 1972), schwedischer Schriftsteller, Pädagoge und Philosoph
- Ekberg, Ragnar (1886–1966), schwedischer Leichtathlet
- Ekberg, Vic (1932–2020), australischer Eishockeyspieler
- Ekbert, Graf der Dänischen Mark und Dux der Sachsen; Begründer des Geschlechts der Egbertiner
- Ekbert, sächsischer Graf
- Ekbert I. († 1068), sächsischer Graf und Markgraf von Meißen
- Ekbert I. († 1150), Graf von Tecklenburg
- Ekbert II. († 1090), Markgraf von Meißen
- Ekbert vom Ambergau († 994), Graf im Amber- und Derlingau, Vogt des Bistums Münster und Herr der Alaburg
- Ekbert von Andechs-Meranien († 1237), Bischof von Bamberg
- Ekbert von Bentheim († 1335), Vizedominus und Domherr in Münster
- Ekblad, Aaron (* 1996), kanadischer Eishockeyspieler
- Ekblad, Stina (* 1954), finnlandschwedische Schauspielerin
- Ekblom, Axel (1893–1957), schwedischer Sportschütze
- Ekblom, Fredrik (* 1970), schwedischer Autorennfahrer
- Ekblom, Per-Erik (1928–1993), finnischer Fernschachspieler und Schachfunktionär
- Ekblom, Tommy (* 1959), finnischer Leichtathlet
- Ekbom, Karl-Axel (1907–1977), schwedischer Neurologe
- Ekbom, Viktor (* 1989), schwedischer Eishockeyspieler

### Ekd
- Ekdahl Du Rietz, Kim (* 1989), schwedischer Handballspieler und -trainerKim Ekdahl Du Rietz (* 1989)

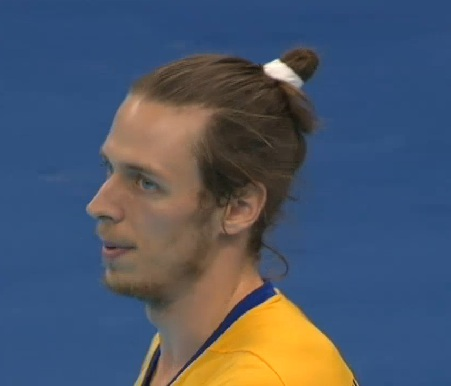
Kim Ekdahl Du Rietz (* 1989)

- Ekdahl, Lennart (1912–2005), schwedischer Segler
- Ekdahl, Lisa (* 1971), schwedische Jazz-Pop-Sängerin
- Ekdahl, Nils Johan (1799–1870), schwedischer Theologe
- Ekdahl, Sven (* 1935), schwedischer Archivar, Bibliothekar und Historiker
- Ekdal, Albin (* 1989), schwedischer Fußballspieler
- Ekdom, Gerard (* 1978), niederländischer Radiomoderator

### Eke
- Eke, ʻAisake (* 1960), tongaischer PolitikerʻAisake Eke (* 1960)

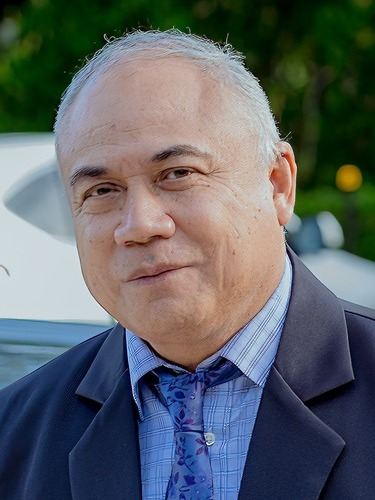
ʻAisake Eke (* 1960)

- Eke, Algı (* 1985), türkische Schauspielerin
- Eke, John (1886–1964), schwedischer Langstreckenläufer
- Eke, Mohammed (* 1988), Medienperson
- Eke, Nadia (* 1993), ghanaische Dreispringerin
- Eke, Norbert Otto (* 1958), deutscher Germanist
- Ekeberg, Anders Gustaf (1767–1813), schwedischer Naturforscher und Chemiker
- Ekeberg, Lars Birger (1880–1968), schwedischer Jurist und Reichsmarschall
- Ekebjærg, Ove (* 1934), dänischer Schachmeister
- Ekeblad, Eva (1724–1786), schwedische Adlige, Agrarwissenschaftlerin und Salonière
- Ekecs, Géza (1927–2017), ungarischer Journalist und Radioreporter
- Ekedahl, Leif, schwedischer Badmintonspieler
- Ekeh, Peter Palmer (1937–2020), nigerianischer Soziologe und Hochschullehrer
- Ekel, Fendry (* 1971), niederländischer Maler
- Ekeland, Arne (1908–1994), norwegischer Maler
- Ekeland, Ivar (* 1944), französischer Mathematiker
- Ekeland, Lars (* 2003), norwegischer Volleyballspieler
- Ekeler, Austin (* 1995), US-amerikanischer Footballspieler
- Ekelik, Mevlüt Han (* 2004), türkischer Fußballspieler
- Ekelmann, Otto (1890–1973), deutscher Baptistenpastor, Verleger und Autor
- Ekelöf, Gunnar (1907–1968), schwedischer Schriftsteller
- Ekels, John (* 1940), kanadischer Segler
- Ekelund, Bo (1894–1983), schwedischer Hochspringer
- Ekelund, Irene (* 1997), schwedische Sprinterin
- Ekelund, Ronnie (* 1972), dänischer Fußballspieler
- Ekelund, Torbjørn (* 1971), norwegischer Buchautor und Journalist
- Ekelund, Vilhelm (1880–1949), schwedischer Dichter
- Eken, Bülent (1923–2016), türkischer Fußballspieler und -trainer
- Eken, Murat (* 1980), türkischer Schauspieler und Synchronsprecher
- Eken, Reha (1925–2013), türkischer Fußballspieler, -trainer und -funktionär
- Ekenberg, Marcus (* 1980), schwedischer Fußballspieler
- Ekenberg, Martin (1870–1910), schwedischer Erfinder
- Ekene, Chinedu (* 1999), deutsch-nigerianischer Fußballspieler
- Ekeng, Patrick (1990–2016), kamerunischer Fußballspieler
- Ekengren, Kathryn (* 1948), schwedische Badmintonspielerin
- Ekenman-Fernis, Emma (* 1996), schwedische Handballspielerin
- Ekenoğlu, Fatma (* 1956), zyprische Politikerin, Präsidentin des Parlaments der Türkischen Republik Nordzypern
- Ekenstein, Willem Alberda van (1858–1937), niederländischer Chemiker
- Eker, İlhan (* 1983), türkischer Fußballspieler
- Eker, Mehmet Mehdi (* 1956), türkischer Veterinärmediziner, Politiker und Landwirtschaftsminister
- Eker, Özgür (* 1998), türkischer E-Sportler
- Eker, Selçuk (* 1991), türkischer Boxer
- Ekerhovd, Maria (* 1975), norwegische Filmproduzentin
- Ekern, Herman (1872–1954), US-amerikanischer Politiker
- Ekeroğlu, Uğur (* 1996), deutsch-türkischer SchauspielerUğur Ekeroğlu (* 1996)

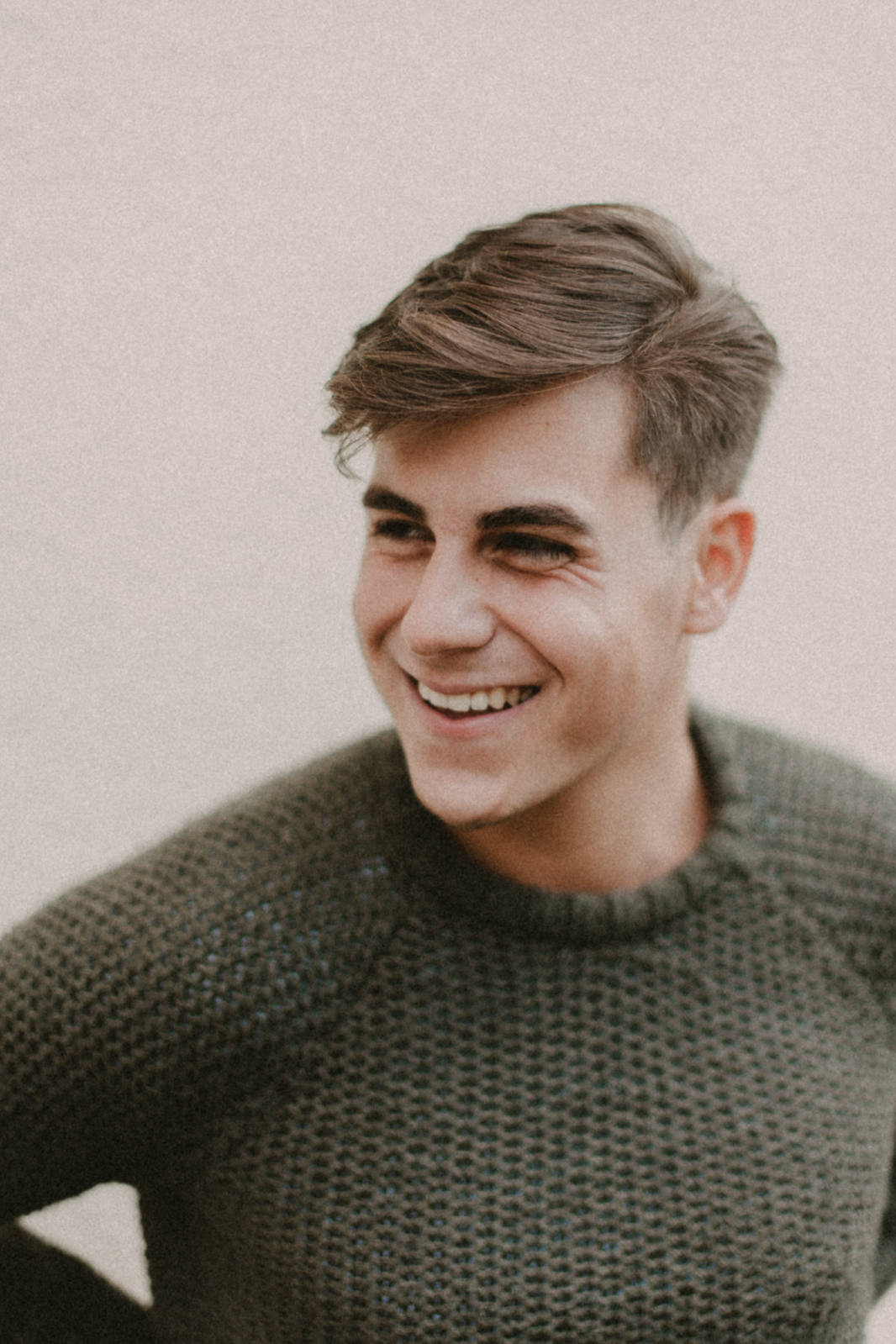
Uğur Ekeroğlu (* 1996)

- Ekerold, Jon (* 1948), südafrikanischer MotorradrennfahrerJon Ekerold (* 1948)

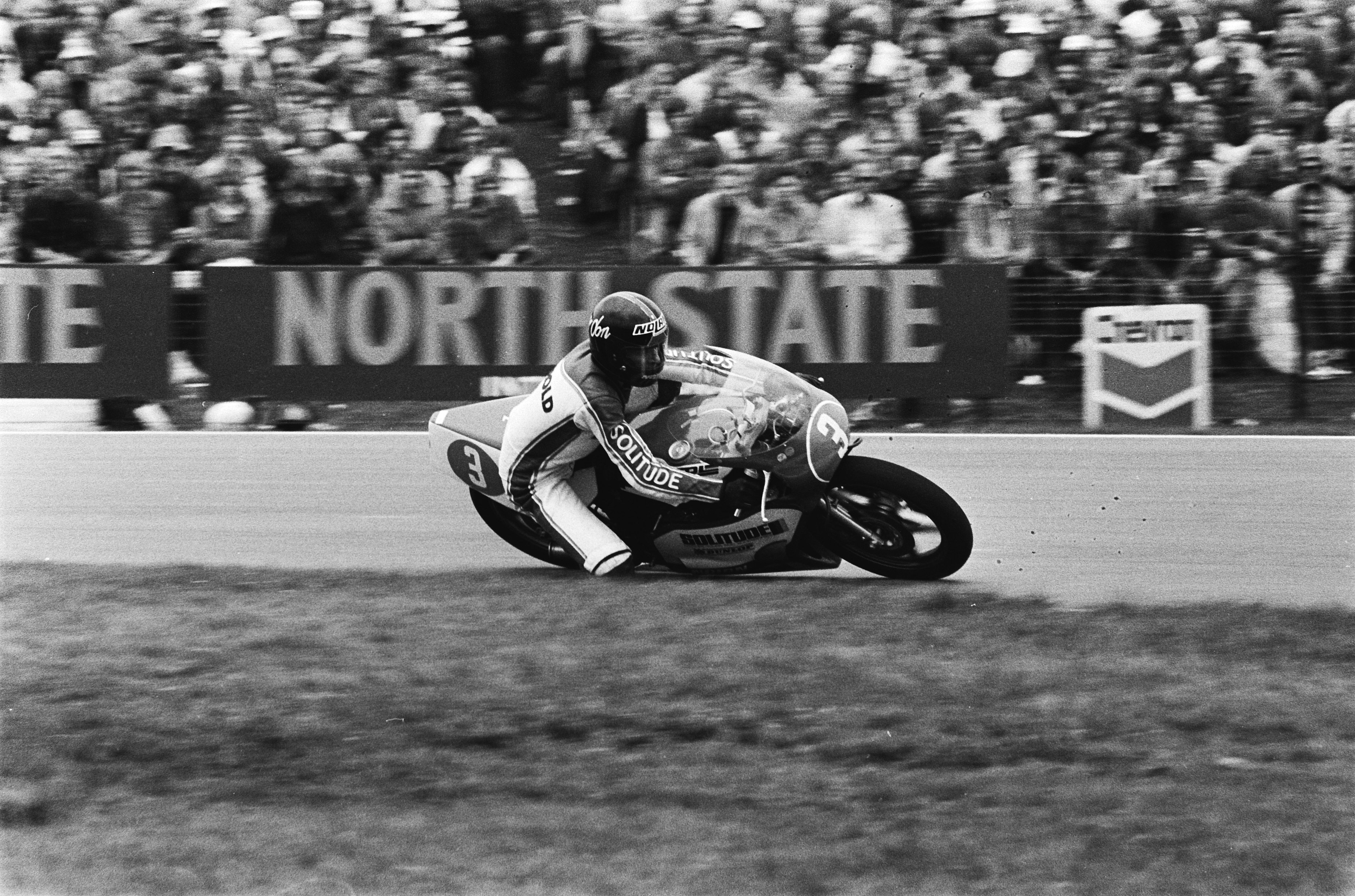
Jon Ekerold (* 1948)

- Ekerot, Bengt (1920–1971), schwedischer Schauspieler und Regisseur
- Ekers, Henry Archer (1855–1937), kanadischer Politiker
- Ekert, Alexander (1875–1920), deutscher Theater- und Stummfilmschauspieler
- Ekert, Artur (* 1961), britisch-polnischer Physiker
- Ekert, Wilhelm (1874–1929), deutscher Verwaltungsjurist, württembergischer Regierungsbeamter
- Ekert-Rotholz, Alice (1900–1995), deutsche Schriftstellerin
- Ekesparre, Eugen von (1845–1917), deutsch-baltischer Offizier und Eisenbahningenieur in russischen Diensten
- Ekesparre, Karl Johann Gustav von (1746–1806), Landespolitiker und Landmarschall
- Ekesparre, Oskar von (1839–1925), deutsch-baltischer Offizier, Eisenbahningenieur und Politiker
- Ekesparre, Werner von (1919–1998), deutscher Kinderchirurg
- Ekeståhl Jonsson, Lucas (* 1996), schwedischer Eishockeyspieler
- Ekéus, Rolf (* 1935), schwedischer Diplomat
- Ekevwo, Raymond (* 1999), nigerianischer Sprinter

### Ekf
- Ekfeldt, Tage (1926–2005), schwedischer Sprinter und Mittelstreckenläufer

### Ekh
- Ekhator, Jeff (* 2006), italienischer Fußballspieler
- Ekho, Jimmy (1960–2008), kanadischer Inuit-Künstler
- Ekhof, Conrad (1720–1778), deutscher Schauspieler
- Ekholm, David (* 1979), schwedischer Biathlet
- Ekholm, Ebba (* 1987), deutsche Schauspielerin
- Ekholm, Helena (* 1984), schwedische Biathletin
- Ekholm, Kaarlo (1884–1946), finnischer Turner
- Ekholm, Matilda (* 1982), schwedische Tischtennisspielerin
- Ekholm, Mattias (* 1990), schwedischer Eishockeyspieler
- Ekholm, Nils Gustaf (1848–1923), schwedischer Meteorologe
- Ekholt, Wolfgang (* 1952), deutscher Schlagzeuger des Modern Jazz

### Eki
- Ekici, Hüseyin (* 1990), deutscher Schauspieler

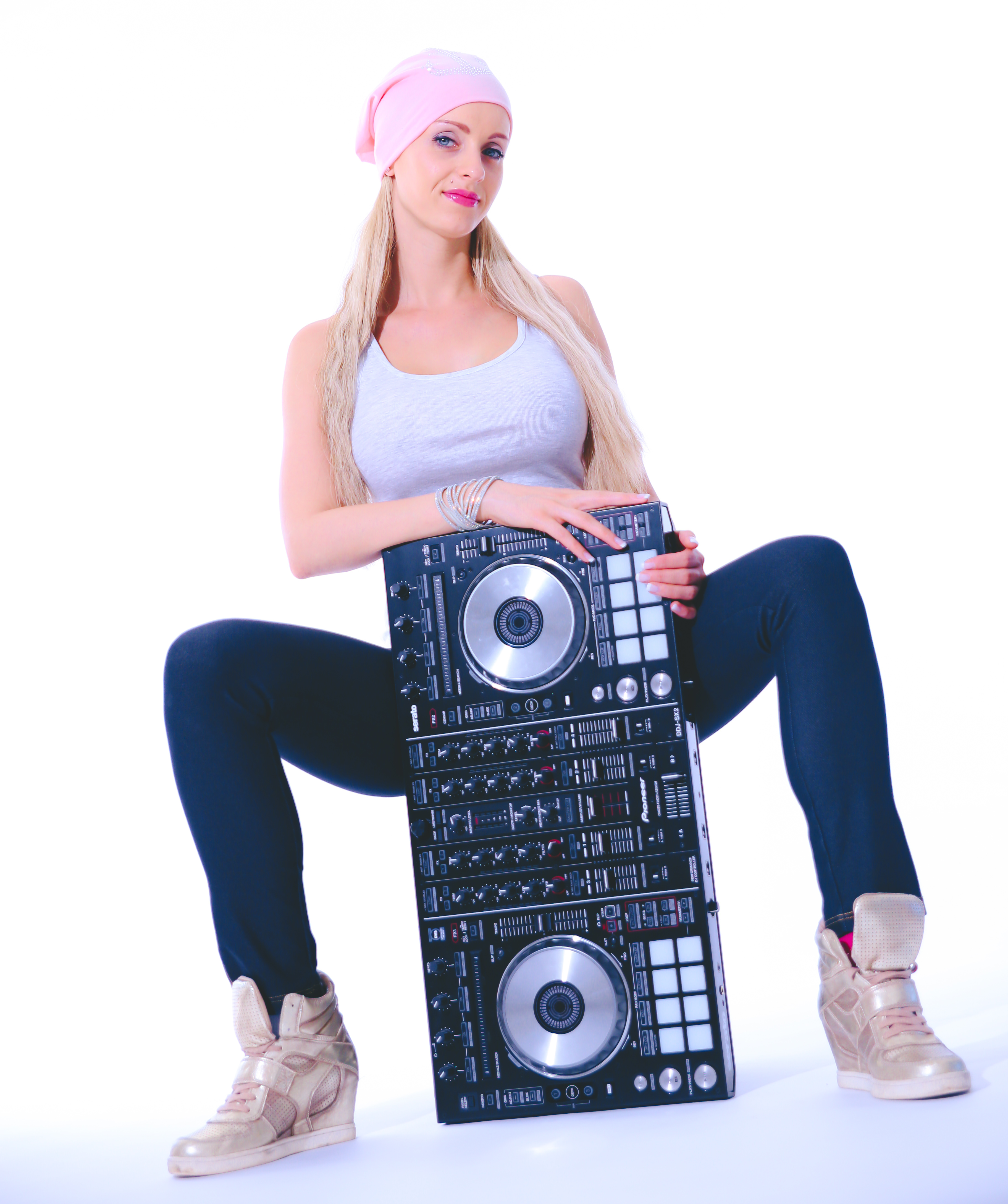
Anike Ekina (* 1984)

- Ekici, Mehmet (* 1990), deutsch-türkischer FußballspielerMehmet Ekici (* 1990)

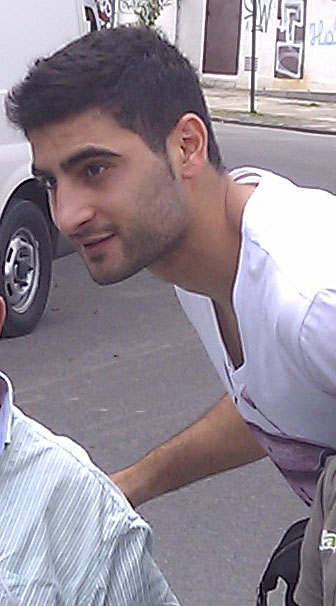
Mehmet Ekici (* 1990)

- Ekici, Musab (* 1992), türkischer Schauspieler
- Ekici, Nazli (* 1976), deutsche Crosslauf-Sommerbiathletin
- Ekici, Nezaket (* 1970), deutsche Performancekünstlerin
- Ekici, Sirvan (* 1973), österreichische Politikerin (ÖVP), Landtagsabgeordnete
- Ekici, Turan (* 1989), türkischer Fußballspieler
- Ekici, Volkan (* 1991), deutsch-türkischer Fußballspieler
- Ekielski, Władysław (1855–1927), polnischer Architekt
- Ekier, Jakub (* 1961), polnischer Lyriker und Übersetzer
- Ekier, Jan (1913–2014), polnischer Pianist, Komponist und Musikpädagoge
- Ekila Liyonda, Adrienne (1948–2006), kongolesischer Diplomatin und Politikerin
- Ekimas (* 1959), deutscher Musikproduzent, Videokünstler und Musiker
- Ekimat, Jane Auro (* 1974), kenianische Marathonläuferin
- Ekimov, Alexey (* 1990), deutscher Schauspieler
- Ekin, Hasan (1909–1967), türkischer Fußballspieler
- Ekina, Anike (* 1984), deutsche Schauspielerin, Model, DJ und ehemalige PornodarstellerinAnike Ekina (* 1984)
- Ekinci, Cem (* 1990), deutsch-türkischer Fußballspieler
- Ekinci, Necat (* 1999), türkischer Boxer
- Ekinci, Tarık Ziya (1925–2024), kurdischer Mediziner, Politiker und Autor
- Ekinci, Tuğba (* 1977), türkische Popmusikerin
- Ekinci, Yavuz (* 1979), türkischer Schriftsteller
- Ekincier, Barış (* 1999), aserbaidschanischer Fußballspieler
- Ekins, Paul (* 1950), britischer Ökonom
- Ekirch, Roger (* 1950), US-amerikanischer Historiker und Schlafforscher
- Ekiring, Edwin (* 1983), ugandischer Badmintonspieler
- Ekiru, Mary (* 2000), kenianische Mittelstreckenläuferin
- Ekiru, Titus (* 1992), kenianischer Straßenläufer
- Ekitiké, Hugo (* 2002), französischer FußballspielerHugo Ekitiké (* 2002)

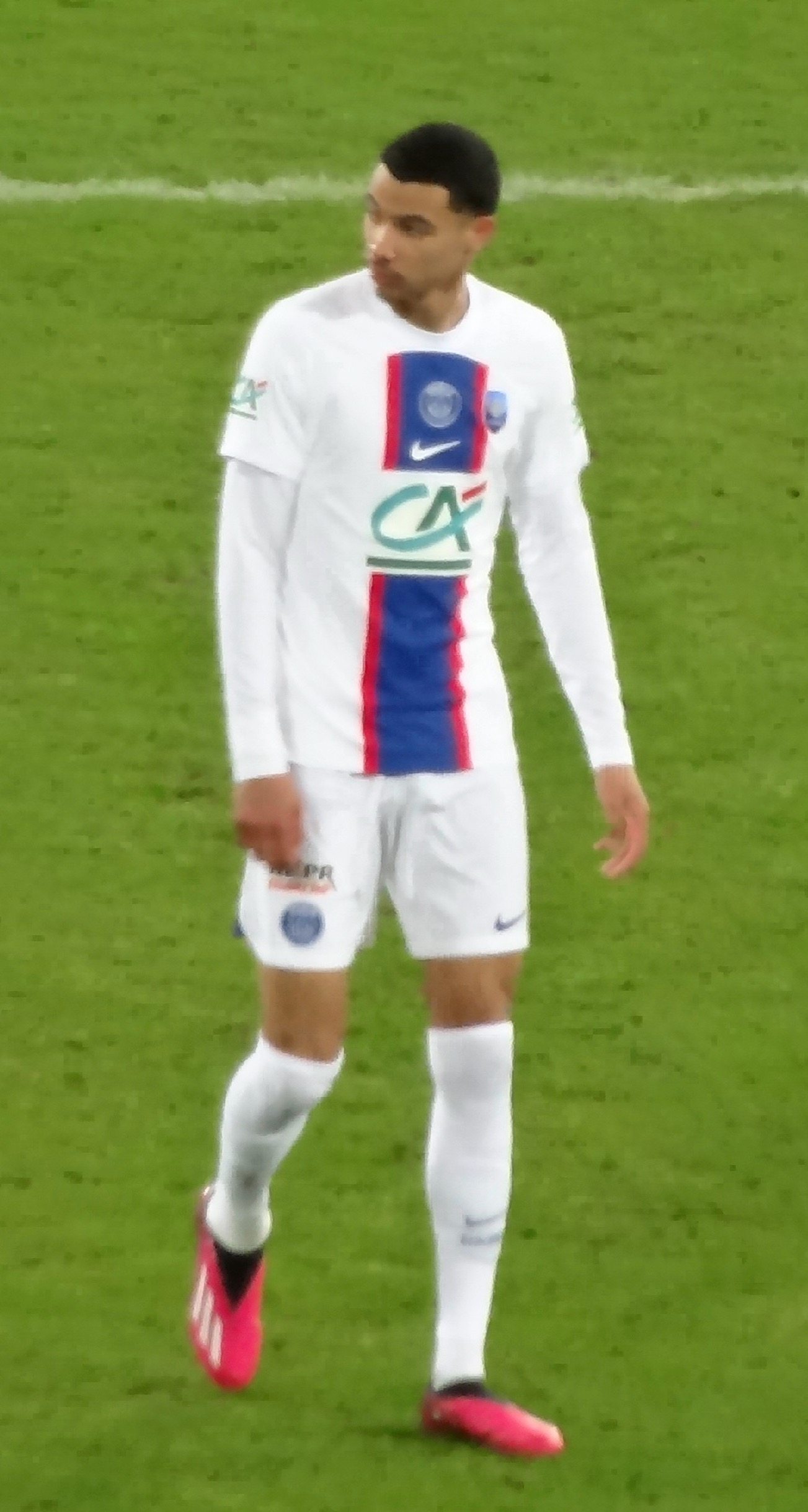
Hugo Ekitiké (* 2002)

- Ekiz, Atakan (* 1996), türkischer Fußballspieler
- Ekiz, Mehmet-Talha (* 2002), österreichischer Fußballspieler
- Ekiza, Borja (* 1988), spanischer Fußballspieler

### Ekk
- Ekk, Nikolai Wladimirowitsch (1902–1976), sowjetischer Regisseur und Drehbuchautor
- Ekka, Francis (1909–1984), indischer Geistlicher, römisch-katholischer Bischof von Raigarh
- Ekka, Linus Pingal (* 1961), indischer Geistlicher, römisch-katholischer Bischof von Gumla
- Ekka, Philip (1923–1991), indischer Ordensgeistlicher, römisch-katholischer Bischof von Raipur
- Ekkachai Nuikhao (* 1990), thailändischer Fußballspieler
- Ekkachai Rittipan (* 1990), thailändischer Fußballspieler
- Ekkachai Sumrei (* 1988), thailändischer Fußballspieler
- Ekkalarp Hanpanitchakul (* 1994), thailändischer Fußballspieler
- Ekkaluck Thongkit (* 1983), thailändischer Fußballspieler
- Ekkamp, Franz (* 1950), österreichischer Politiker (SPÖ), Landtagsabgeordneter
- Ekkapan Jandakorn (* 1986), thailändischer Fußballspieler
- Ekkapob Sanitwong (* 1984), thailändischer Fußballspieler
- Ekkapoom Potharungroj (* 1985), thailändischer Fußballspieler
- Ekkasak Buabao (* 1985), thailändischer Fußballspieler
- Ekkasit Chaobut (* 1991), thailändischer Fußballspieler
- Ekke, Elise (1877–1957), deutsche Politikerin (DDP)
- Ekkehard († 1023), Bischof von Prag
- Ekkehard († 1465), deutscher Benediktinerabt
- Ekkehard († 1200), Bischof von Gurk
- Ekkehard I. (910–973), Dekan des Klosters Abtei St. Gallen; frühmittelalterlicher Verfasser geistlicher Hymnen, Sequenzen und eines Heldenepos'
- Ekkehard I. († 1002), Markgraf von Meißen (985–1002)
- Ekkehard I. von Scheyern, Graf von Scheyern, Stifter des Klosters Fischbachau, Vogt von Freising und Weihenstephan
- Ekkehard II. († 990), frühmittelalterlicher Sequenzendichter
- Ekkehard II. († 1046), Markgraf von MeißenEkkehard II. († 1046)

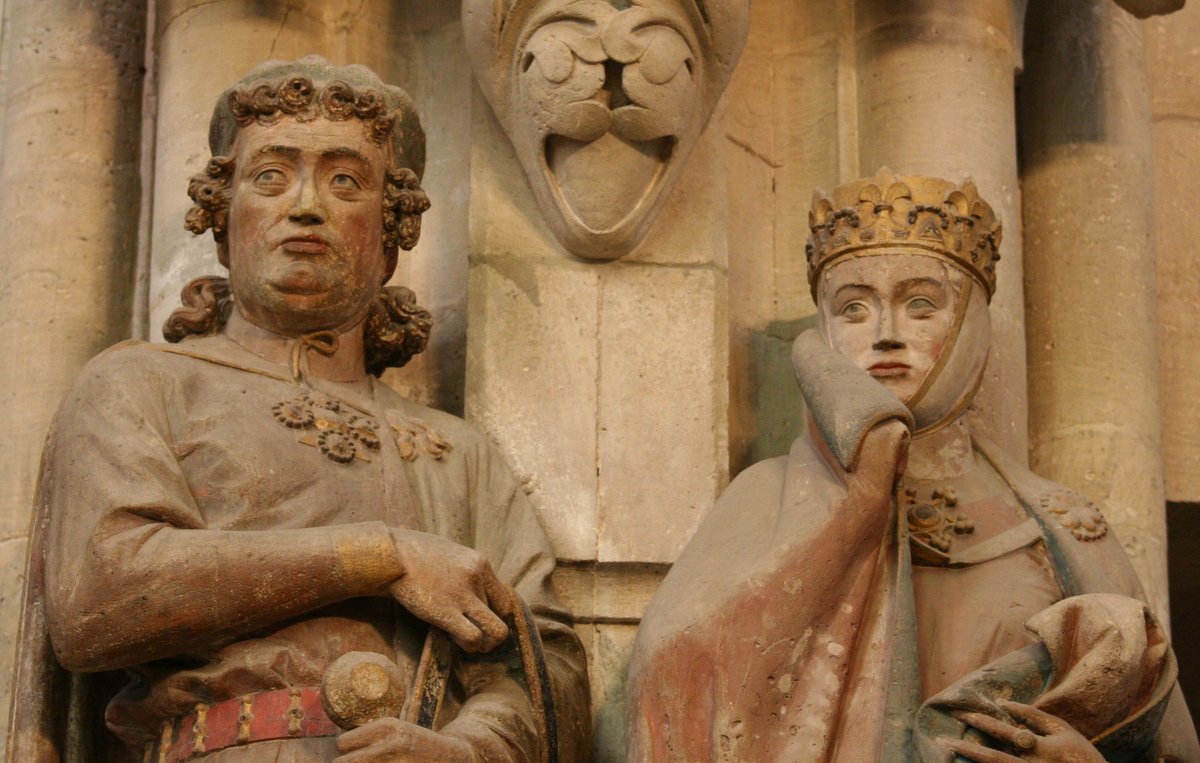
Ekkehard II. († 1046)

- Ekkehard II. von Nellenburg († 1088), Abt des Klosters Reichenau (1071–1088)
- Ekkehard II. von Scheyern, Graf von Scheyern
- Ekkehard IV., lateinisch schreibender Gelehrter, Chronist und Lyriker
- Ekkehard Rabil († 1240), Bischof von Merseburg
- Ekkehard von Aura, Benediktinermönch und Chronist
- Ekkehard von Huysburg († 1084), Domherr zu Halberstadt und Benediktinerabt des Klosters Huysburg
- Ekkel, Stef (* 1980), niederländischer Volkssänger
- Ekkelenkamp, Jurgen (* 2000), niederländischer Fußballspieler
- Ekkenga, Jens (* 1956), deutscher Jurist und Hochschullehrer
- Ekker, Balázs (* 1977), ungarischer Tanzsportler
- Ekker, Ernst A. (1937–1999), österreichischer Schriftsteller
- Ekker, Evert Cornelis (1858–1943), niederländischer Landschaftsmaler
- Ekker, Leslie (* 1955), US-amerikanischer Filmtechniker
- Ekkernkamp, Axel (* 1957), deutscher Chirurg, Hochschullehrer und Politiker (CDU)
- Ekko, Mikky (* 1984), US-amerikanischer Sänger, Songwriter und Musikproduzent
- Ekkohaus (* 1974), griechischer Musikproduzent und DJ
- Ekky Pratama, Dimas (* 1992), indonesischer Motorradrennfahrer

### Ekl
- Ekland, Britt (* 1942), schwedische SchauspielerinBritt Ekland (* 1942)

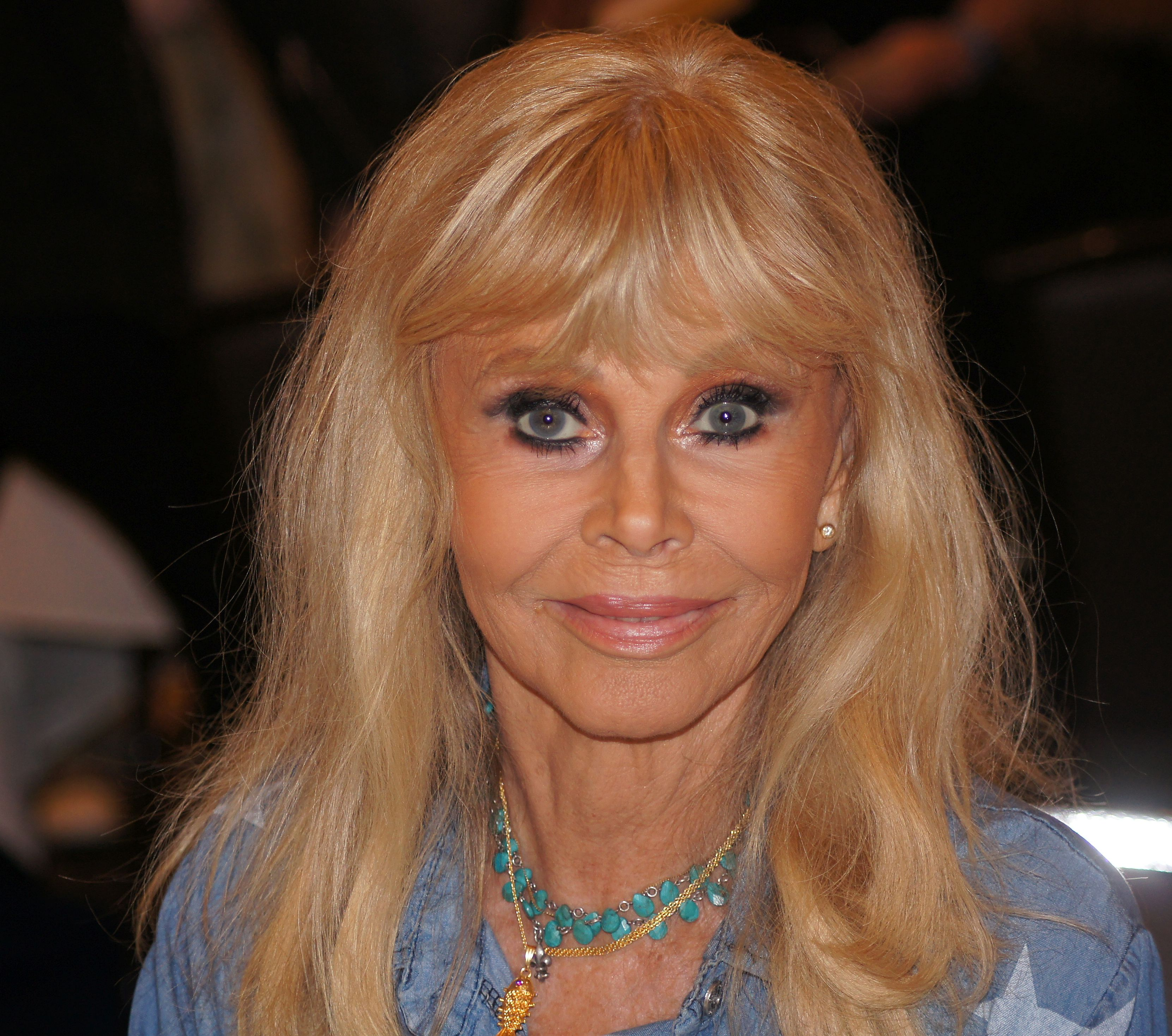
Britt Ekland (* 1942)

- Eklektos († 193), Kammerherr und Mörder des römischen Kaisers Commodus
- Eklemović, Nikola (* 1978), serbisch-ungarischer Handballspieler

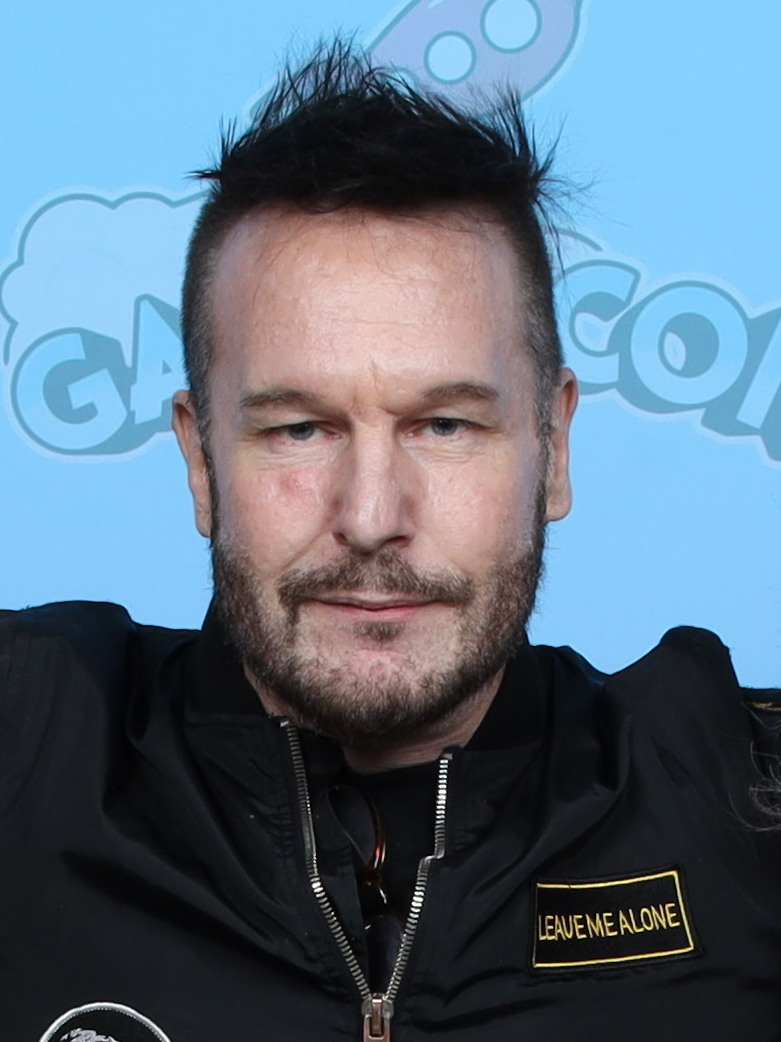
Michael Eklund

- Eklind, Ivan (1905–1981), schwedischer Fußballschiedsrichter
- Ekling, Johann Michael (1795–1876), österreichischer Mechaniker und Erfinder physikalischer Apparate
- Eklöf, Ejnar (1886–1954), schwedischer Organist, Komponist und Gesangslehrer
- Eklöf, Nils (1904–1987), schwedischer Langstrecken- und Hindernisläufer
- Eklöf, Verner (1897–1955), finnischer Fußball- und Bandyspieler und Nordischer Kombinierer
- Eklöf-Berliner-Mauer, Eija-Riitta (1954–2015), schwedische Modellbauerin, die behauptet, mit der Berliner Mauer verheiratet zu sein
- Eklöh, Herbert (1905–1978), deutscher Unternehmer
- Eklund Löwinder, Anne-Marie (* 1957), schwedische Informationswissenschaftlerin
- Eklund, Anders (1957–2010), schwedischer Schwergewichtsboxer
- Eklund, Carl Robert (1909–1962), US-amerikanischer Ornithologe und Geograph in den Polarregionen von Nord- und Südpol
- Eklund, Catarina (* 1970), schwedische Biathletin
- Eklund, Christina (* 1970), schwedische Biathletin
- Eklund, Fredrik (* 1977), schwedischer Pornodarsteller und Immobilienmakler
- Eklund, Gordon (* 1945), amerikanischer Science-Fiction-Autor
- Eklund, Hans (1927–1999), schwedischer Komponist
- Eklund, Hans (* 1969), schwedischer Fußballspieler
- Eklund, Jakob (* 1962), schwedischer SchauspielerJakob Eklund (* 1962)

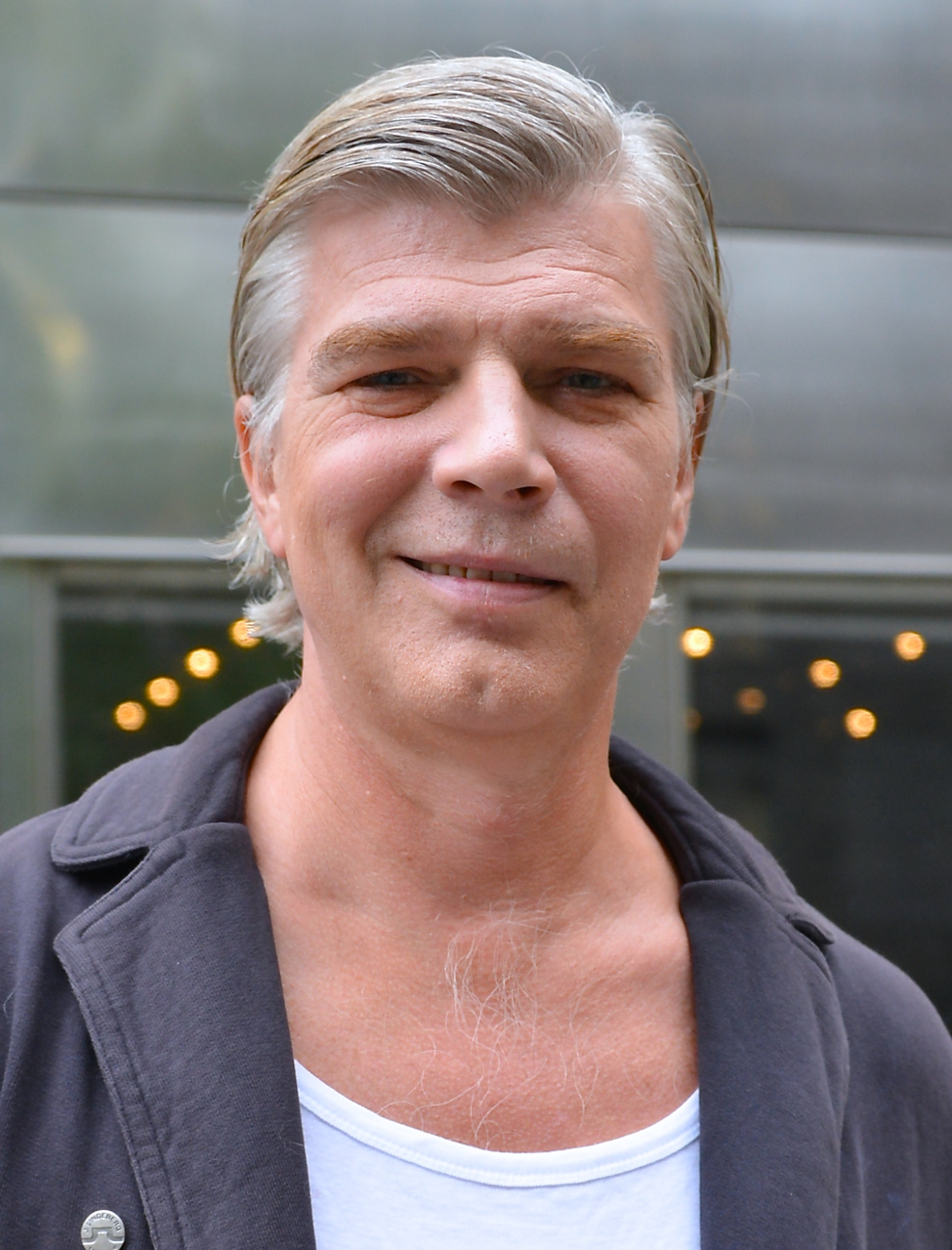
Jakob Eklund (* 1962)

- Eklund, Jason (* 1970), US-amerikanischer Folk- und Country-Musiker, Sänger und Songwriter
- Eklund, Johan (* 1964), schwedischer Handballspieler und -trainer
- Eklund, Johan (* 1984), schwedischer Fußballspieler
- Eklund, Johan Alfred (1863–1945), schwedischer lutherischer Theologe, Kirchenlieddichter und Bischof
- Eklund, John (* 1993), schwedischer Freestyle-Skier
- Eklund, Mia (* 1994), finnische Tennisspielerin
- Eklund, Michael, kanadischer SchauspielerMichael Eklund
- Eklund, Mikael (* 1981), schwedischer Fußballspieler
- Eklund, Nathalie (* 1991), schwedische Radrennfahrerin
- Eklund, Nathalie (* 1992), schwedische Skirennläuferin und Radrennfahrerin
- Eklund, Niklas (1969–2025), schwedischer Trompeter
- Eklund, Ove (* 1946), schwedischer Fußballspieler
- Eklund, Patrik (* 1978), schwedischer Filmregisseur und Drehbuchautor
- Eklund, Per (* 1970), schwedischer Eishockeyspieler, -funktionär und -trainer
- Eklund, Per-Erik (* 1963), schwedischer Eishockeyspieler und -trainer
- Eklund, Sanna (* 1987), schwedische Biathletin
- Eklund, Sigvard (1911–2000), schwedischer Atomenergiewissenschaftler, zweiter Generaldirektor der Internationalen Atomenergie-Organisation (IAEO)
- Eklund, Simon (* 1996), schwedischer Skispringer
- Eklund, Staffan (* 1961), schwedischer Biathlontrainer
- Eklund, Thom (* 1958), schwedischer Eishockeyspieler, -trainer und -funktionär
- Eklundh, Mattias (* 1969), schwedischer Gitarrist und Musiker

### Ekm
- Ekman Larsson, Oliver (* 1991), schwedischer Eishockeyspieler
- Ekman, Åke (1912–1965), finnischer Eisschnellläufer
- Ekman, Carl Daniel (1845–1904), schwedischer Chemieingenieur
- Ekman, Carl Edvard (1826–1903), schwedischer Eisenbahnbaumeister, Industrieller und Politiker, Mitglied des Riksdag
- Ekman, Carl Gustaf (1872–1945), schwedischer Politiker, Mitglied des Riksdag und Ministerpräsident
- Ekman, Ellen (* 1986), schwedische Illustratorin und Cartoonistin
- Ekman, Erik Leonard (1883–1931), schwedischer Botaniker
- Ekman, Eugen (* 1937), finnischer Turner, Olympiasieger
- Ekman, Gösta (1890–1938), schwedischer Theater- und FilmschauspielerGösta Ekman (1890–1938)

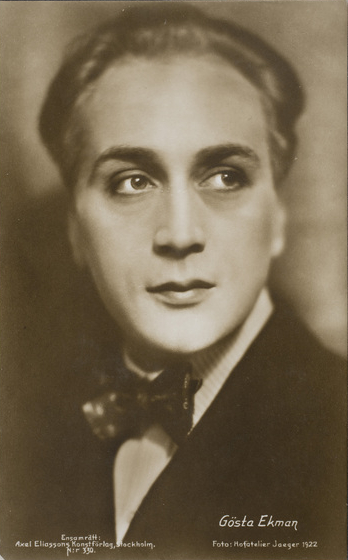
Gösta Ekman (1890–1938)

- Ekman, Gösta der Jüngere (1939–2017), schwedischer Schauspieler, Drehbuchautor und Regisseur
- Ekman, Gustaf (1852–1930), schwedischer Chemiker und Ozeanograph
- Ekman, Hasse (1915–2004), schwedischer Theater- und Filmschauspieler
- Ekman, Hilding (1893–1966), schwedischer Langstreckenläufer
- Ekman, Johan August (1845–1913), schwedischer Geistlicher und Erzbischof
- Ekman, Karl Anders (1833–1855), finnischer Maler
- Ekman, Kerstin (* 1933), schwedische Schriftstellerin
- Ekman, Nils (* 1976), schwedischer Eishockeyspieler
- Ekman, Paul (* 1934), US-amerikanischer Anthropologe und PsychologieprofessorPaul Ekman (* 1934)

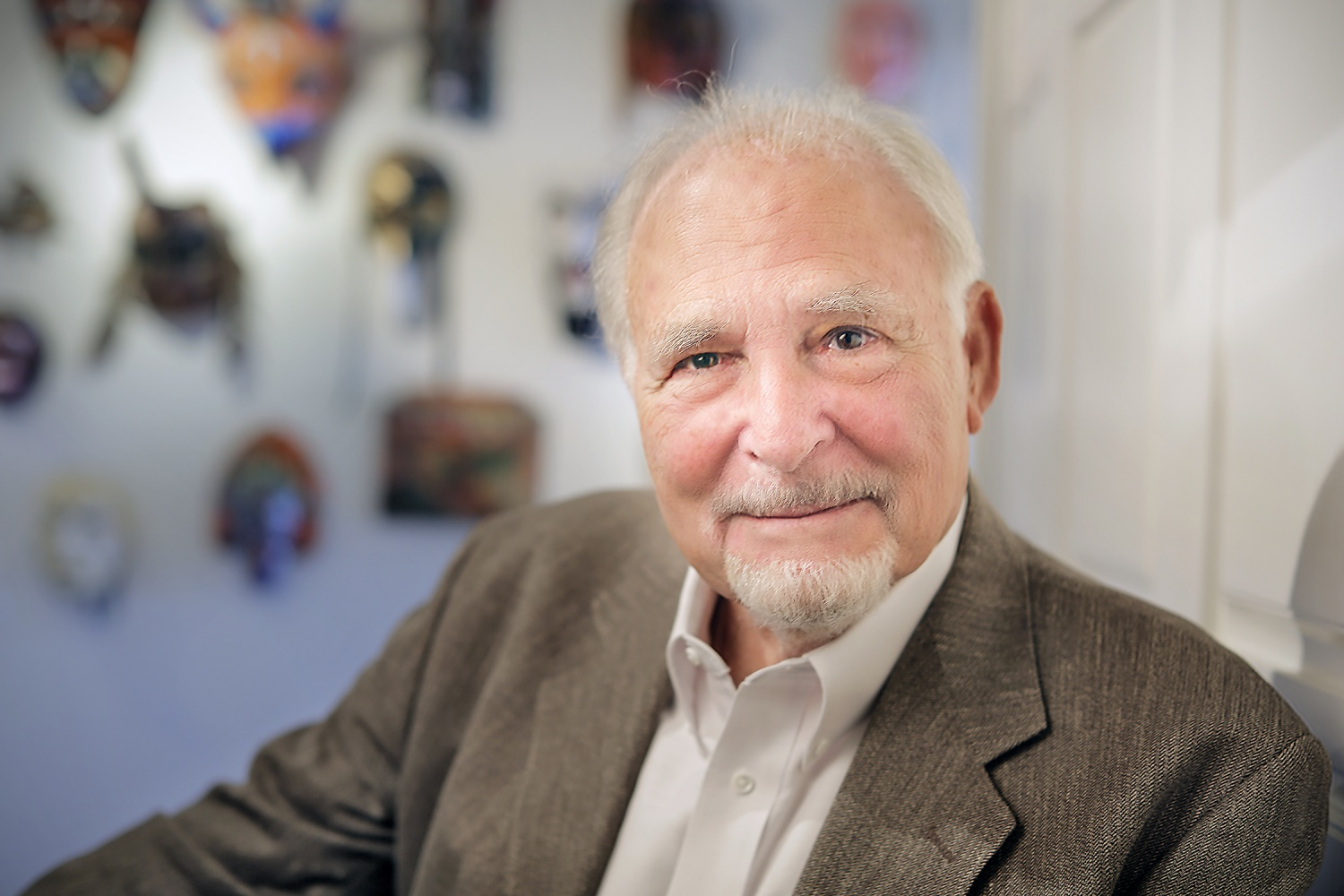
Paul Ekman (* 1934)

- Ekman, Robert Wilhelm (1808–1873), finnischer Maler
- Ekman, Vagn Walfrid (1874–1954), schwedischer Ozeanograph
- Ekman, Werner (1893–1968), finnischer Sportschütze
- Ekmanis, Zintis (* 1958), lettischer Bobsportler
- Ekmann, Henrik Hovard (1943–2023), dänischer Militär und Geschäftsmann
- Ekmečić, Milorad (1928–2015), jugoslawischer bzw. serbischer Historiker
- Ekmečić, Savo (* 1948), jugoslawisch-österreichischer Fußballspieler und -trainer
- Ekmekci, Okan (* 1995), österreichischer Fußballspieler
- Ekmekdschian, Levon (1958–1983), libanesisch-armenischer Guerillero
- Ekmeščić, Boris (* 1964), kroatischer Fußballspieler und -trainer
- Ekmongkolpaisarn, Sujitra (* 1977), thailändische Badmintonspielerin

### Ekn
- Eknath (1533–1599), indischer Dichter und Mystiker
- Eknayan, Myran (1892–1985), Diamantenhändler und Kunstsammler
- Ekner, Dan (1927–1975), schwedischer Fußballspieler
- Eknilang, Lijon (* 1946), marshallisches Opfer eines Atombombentests, Aktivistin in den Marshallinseln

### Eko
- Ekoemeye, Kelubia (* 1980), deutscher Basketballspieler
- Ekoh, Karichma (* 1998), französisch-kamerunische Handballspielerin
- Ekoko, Jirès Kembo (* 1988), kongolesisch-französischer FußballspielerJirès Kembo Ekoko (* 1988)

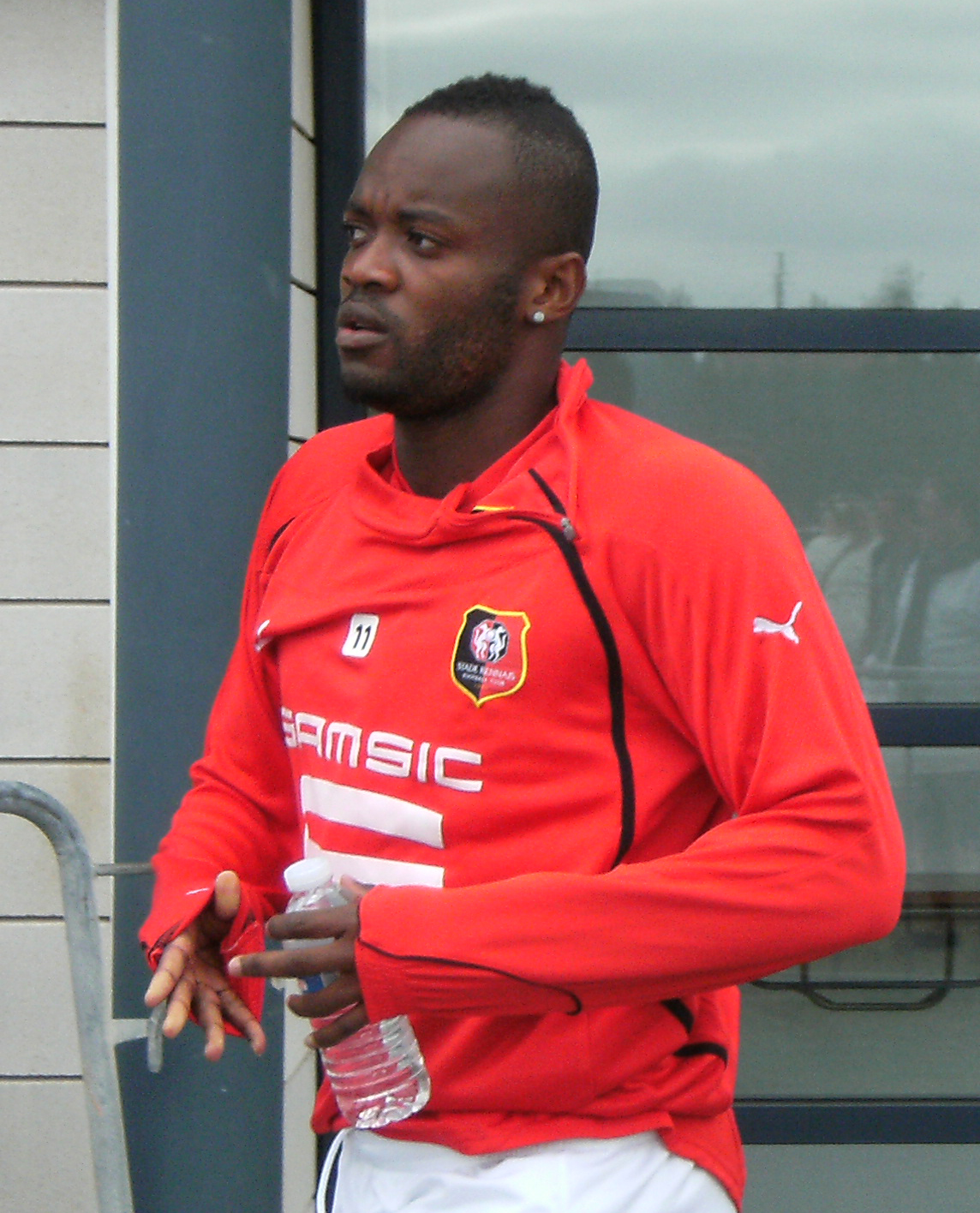
Jirès Kembo Ekoko (* 1988)

- Ekoku, Efan (* 1967), nigerianischer Fußballspieler
- Ekollo, Paul (* 1984), kamerunischer Fußballspieler
- Ekomié, Jacques (* 2003), gabunisch-französischer Fußballspieler
- Ekonomi, Milva (* 1962), albanische Politikerin (PS)
- Ekonomopoulos, Nikos (* 1982), griechischer Poolbillardspieler
- Ekorre, Marie (* 1952), schwedische Schauspielerin
- Ekoumou, Jeanne, kamerunische Fußballschiedsrichterin

### Ekp
- Ekpeyong, Udeme (* 1973), nigerianischer Leichtathlet
- Ekphantides, griechischer Komödiendichter
- Ekphantos, griechischer Philosoph (Pythagoreer)
- Ekpo, Emmanuel (* 1987), nigerianischer Fußballspieler
- Ekpo, Felix (* 1981), nigerianischer Gewichtheber
- Ekpo, Margaret (1914–2006), nigerianische Politikerin und Frauenrechtlerin
- Ekpo, Nsikak (* 2003), niederländischer Sprinter
- Ekpo-Umoh, Florence (* 1977), deutsche Sprinterin (400 m) nigerianischer Herkunft
- Ekpolo, Godswill (* 1995), nigerianischer Fußballspieler

### Ekq
- Ekqvist, Yrjö (1898–1973), finnischer Speerwerfer

### Ekr
- Ekram, Khaleda (1950–2016), bangladeschische Architektin, Professorin, Forscherin und Wissenschaftlerin
- Ekramy, Sherif (* 1983), ägyptischer Fußballtorhüter
- Ekren, Nazım (* 1956), türkischer Jurist, Politiker und Staatsminister
- Ekroth, Erik (1883–1954), schwedischer Grafiker und Karikaturist
- Ekroth, Gunnel (* 1963), schwedische Archäologin und Historikerin
- Ekroth, Helge (1892–1950), schwedischer Fußballspieler

### Eks
- Eksanischwili, Eleonora (1919–2003), georgische Pianistin, Komponistin und Hochschullehrerin
- Eksarko, Kristaq (* 1959), albanischer Fußballspieler
- Ekschmitt, Werner (1926–2004), deutscher Dozent und Publizist
- Ekselius, Karl Erik (1914–1998), schwedischer Möbeldesigner
- Ekshibarova, Vlada (* 1989), usbekisch-israelische Tennisspielerin
- Ekşi, Arslan (* 1985), türkischer Volleyballspieler
- Ekşi, Mehmet (* 1953), türkischer Fußballspieler
- Ekşi, Mete (1972–1991), türkischer Schüler, Opfer einer gewalttätigen Auseinandersetzung zwischen Jugendlichen in Berlin
- Ekşioğlu, Ekrem (* 1978), türkischer Fußballspieler
- Eksl, Josef (1909–2000), österreichischer gewerkschaftlicher Bildungsfunktionär
- Eksner, Stanislaw (1859–1934), russischer Pianist und Musikpädagoge
- Ekstein, Otto (1865–1937), österreichischer Rechtsanwalt
- Ekstein, Rudolf (1912–2005), US-amerikanischer Psychologe, Psychoanalytiker und Publizist österreichischer Abstammung
- Ekstrand, Eric Einar (1880–1958), schwedischer Botschafter
- Ekstrand, Hans (1903–1969), deutscher Politiker (SPD), MdB
- Ekstrand, Joel (* 1989), schwedischer Fußballspieler
- Ekstrand, Jon (* 1976), schwedischer Komponist und Tontechniker
- Ekstrand, Monika (* 2007), US-amerikanische Tennisspielerin
- Ekstrand, Ulf (* 1957), schwedischer Eisschnellläufer
- Ekström, Anders (* 1981), schwedischer Segler
- Ekström, Anna (* 1959), schwedische Politikerin (SAP) und Ministerin
- Ekström, Axel (* 1995), schwedischer Skilangläufer
- Ekström, Hanna (* 1972), finnische Fußballspielerin
- Ekström, Jan (1923–2013), schwedischer Schriftsteller
- Ekström, Jan (* 1937), schwedischer Fußballspieler
- Ekström, Johnny (* 1965), schwedischer Fußballspieler
- Ekström, Kaj af (1899–1943), schwedischer Eiskunstläufer
- Ekström, Mattias (* 1978), schwedischer AutomobilrennfahrerMattias Ekström (* 1978)

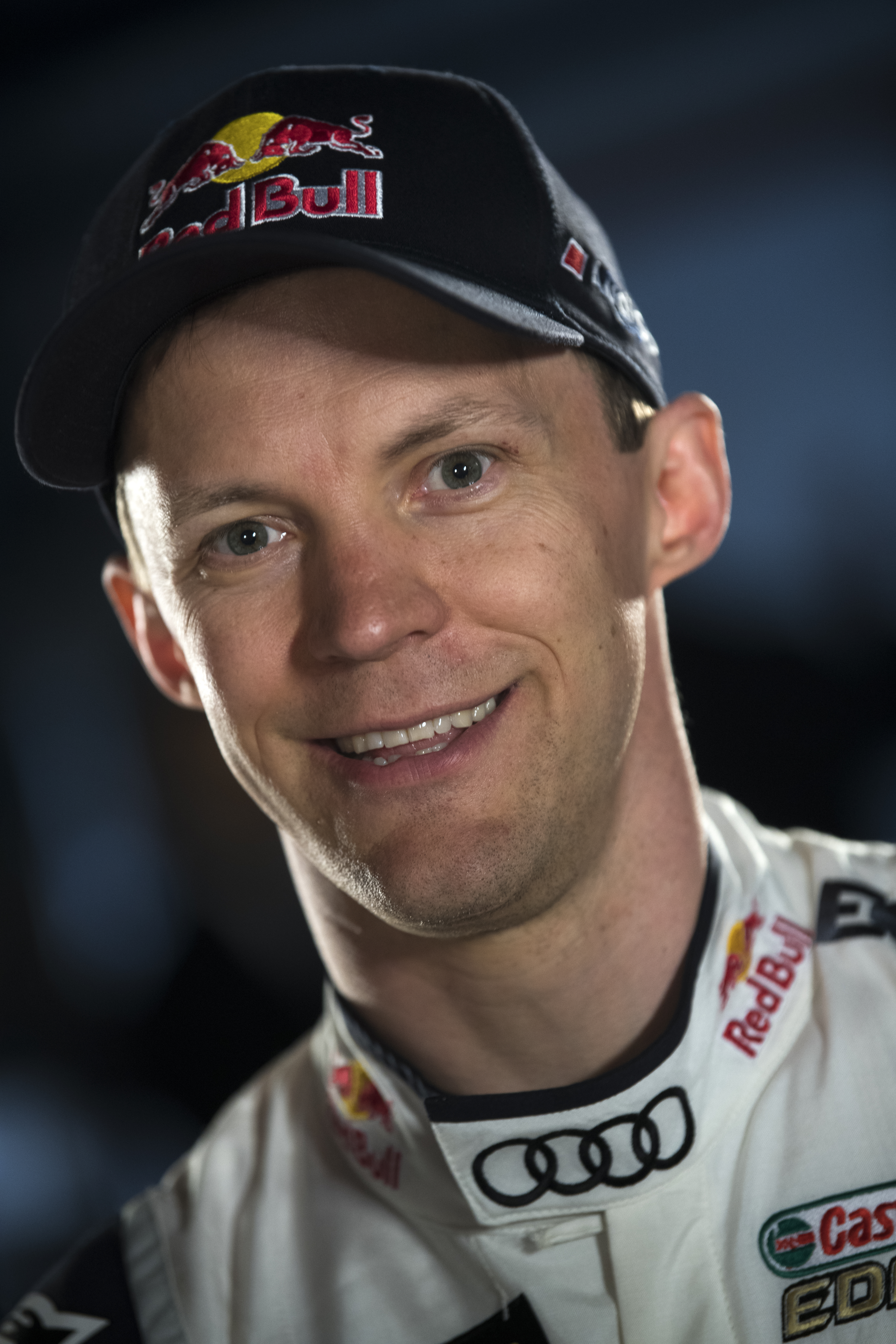
Mattias Ekström (* 1978)

- Ekström, Per Olof (1926–1981), schwedischer Schriftsteller und Journalist
- Ekström, Roland (* 1956), schweizerischer Schachspieler
- Ekström, Yngve (1913–1988), schwedischer Möbeldesigner, Holzschnitzer und Architekt

### Ekt
- Ekti, Emre (* 1989), türkischer Fußballspieler
- Ektoros, Pandelis (1880–1926), griechischer Geher, Sprinter und Mittelstreckenläufer
- Ektow, Alexander Jurjewitsch (* 1996), russischer Fußballspieler
- Ektow, Jewgeni (* 1986), kasachischer Dreispringer
- Ektowa, Irina (* 1987), kasachische Dreispringerin
- Ektowa, Jekaterina (* 1992), kasachische Dreispringerin

### Eku
- Ekuan, Kenji (1929–2015), japanischer Industriedesigner
- Ekuban, Caleb (* 1994), ghanaischer Fußballspieler
- Ekué, Christiane (* 1954), togolesische Schriftstellerin und Verlegerin
- Ekunde, Richard (* 1982), kongolesischer Fußballspieler
- Ekuni, Kaori (* 1964), japanische Schriftstellerin
- Ekur-zakir, babylonischer Schreiber und Beschwörungspriester
- Ekuwem, Joseph Effiong (* 1949), nigerianischer Geistlicher, römisch-katholischer Erzbischof von Calabar

### Ekv
- Ekvad, Martin, Präsident des Gemeinschaftlichen Sortenamts
- Ekvall, Knut (1843–1912), schwedischer Maler
- Ekvtimishvili, Nana (* 1978), georgische Schriftstellerin, Drehbuchautorin und Filmregisseurin

### Ekw
- Ekwa Bahango, Machérie (* 1993), kongolesische Filmemacherin
- Ekwall, Emma (1838–1925), schwedische Malerin
- Ekwall, William A. (1887–1956), US-amerikanischer Jurist und Politiker
- Ekwalla, Yves Hermann (* 1990), kamerunischer Fußballspieler
- Ekwam, Zablon Ekhal (* 1997), kenianischer Sprinter
- Ekwensi, Cyprian (1921–2007), nigerianischer Schriftsteller
- Ekwonu, Ikem (* 2000), US-amerikanischer American-Football-Spieler
- Ekwueme, Emmanuel (* 1979), nigerianischer Fußballspieler

### Eky
- Ekyan, André (1907–1972), französischer Jazzmusiker